# Alexander Hugh Macmillan
Alexander Hugh Macmillan (2 de Julho de 1877 — 26 de Agosto de 1966) foi um religioso dos Estudantes da Bíblia (mais tarde chamados de Testemunhas de Jeová). Autor do livro A Fé em Marcha, publicado em 1957, onde fez um historial da religião das Testemunhas de Jeová até então. Torna-se num associado íntimo de Charles Taze Russell. Foi um dos membros da Directoria da Sociedade Torre de Vigia de Bíblias e Tratados (dos EUA), presidida por Joseph Franklin Rutherford.
Macmillan nasceu no Canadá a 2 de Julho de 1877. Quando ainda não tinha ainda 20 anos, obteve o livro de Charles Russell, O Plano Divino das Eras (1886), o Volume I da série Estudo das Escrituras. Depois lê o Volume 2, intitulado O Tempo está Aproximado, que assinalava Outubro de 1914 como o fim do "tempo dos Gentios". A partir de então, entende ter encontrado a verdade religiosa.
Em Setembro de 1900, conheceu pessoalmente Charles Russell num congresso dos Estudantes da Bíblia. Macmillan é baptizado e começa trabalhando junto com Russell na Sede da Sociedade em Pittsburgo, Pensilvânia. Em 1905, durante uma visita de Russell a Kansas City, conhece pela primeira vez Joseph Rutherford, Macmillan incentiva-o a se tornar num evangelizador de Tempo Integral. Pouco tempo depois, em 1906, realiza o baptismo Rutherford, em Saint Paul, Minnesota.
Na Assembleia-geral da Sociedade Torre de Vigia, em 5 de Janeiro de 1918, torna-se membro da Directoria da Sociedade, e Joseph Rutherford, membro da Directoria e Presidente da Sociedade. Serviu nessa qualidade durante a presidência de Rutherford, e depois, com Nathan Homer Knorr. Com o decorrer dos anos, fez muitas viagens nos EUA e no exterior ao serviço da Sociedade Torre de Vigia.
Durante a II Guerra Mundial, entre os anos 1942 a 1945, por algum tempo teve um circuito de 21 prisões para visitar. Antes disso, serviu durante vários anos como evangelizador de Tempo Integral, e em 1941, é designado como Pioneiro Especial (um evangelizador que então devotava 150 horas mensais). Em 1947, é designado como Superintendente de Distrito. Regressa ao Serviço de Betel de Brooklin, em 1948, onde teve um programa na estação de rádio da Sociedade - a WBBR, em Dezembro daquele ano. Foi o autor do livro A Fé em Marcha, publicado em 1957, onde fez um historial da religião das Testemunhas de Jeová até então. Faleceu com 89 anos em 26 de Agosto de 1966.

## Viagens de Serviço
- Finlândia: yb90 155
- Itália: yb83 133
- Líbano: yb81 169-70, 172
- Noruega: yb78 208-9; yb12 103
- Suécia: yb91 134; w82 15/10 10-11
- Dinamarca: yb93 80-1
- Palestina: jv 142

A lista apresentada usa a abreviatura da publicação respectiva, seguida da data e ano da publicação (se necessário) e da página onde se encontra a informação. As abreviaturas usadas correspondem às seguintes publicações da Sociedade Torre de Vigia:
- - jv - Testemunhas de Jeová - Proclamadores do Reino de Deus, 1993
  - yb - Anuário das Testemunhas de Jeová
  - w - A Sentinela
  - g - Despertai!

Aos 16 anos de idade, Macmillan chegou  à meta de sua juventude — a de se tornar pregador. Em setembro de 1900, este canadense foi batizado e durante os anos que se seguiram, ele viajou por toda a parte declarando o que ele dizia ser "boas novas".
Como membro da família de Betel de Brooklyn, faleceu à idade de 89 anos, em 26 de agosto de 1966.